# Laura Longo
Laura Longo (22 de agosto de 1988) es una deportista italiana que compitió en tiro con arco, en la modalidad de arco compuesto.
Ganó una medalla en el Campeonato Mundial de Tiro con Arco al Aire Libre de 2009 y tres medallas en el Campeonato Mundial de Tiro con Arco en Sala entre los años 2007 y 2016.
Además, obtuvo tres medallas en el Campeonato Europeo de Tiro con Arco al Aire Libre entre los años 2010 y 2014, y cinco medallas en el Campeonato Europeo de Tiro con Arco en Sala entre los años 2008 y 2017.

## Palmarés internacional
| Campeonato Mundial al Aire Libre | Campeonato Mundial al Aire Libre | Campeonato Mundial al Aire Libre | Campeonato Mundial al Aire Libre |
| Año                              | Lugar                            | Medalla                          | Prueba                           |
| -------------------------------- | -------------------------------- | -------------------------------- | -------------------------------- |
| 2009                             | Ulsan (Corea del Sur)            | Medalla de bronce                | Individual                       |
| Campeonato Mundial en Sala       |                                  |                                  |                                  |
| Año                              | Lugar                            | Medalla                          | Prueba                           |
| 2007                             | Esmirna (Turquía)                | Medalla de bronce                | Equipo                           |
| 2009                             | Rzeszów (Polonia)                | Medalla de bronce                | Equipo                           |
| 2016                             | Ankara (Turquía)                 | Medalla de bronce                | Equipo                           |
| Campeonato Europeo al Aire Libre |                                  |                                  |                                  |
| Año                              | Lugar                            | Medalla                          | Prueba                           |
| 2010                             | Rovereto (Italia)                | Medalla de plata                 | Equipo                           |
| 2012                             | Ámsterdam (Países Bajos)         | Medalla de plata                 | Equipo                           |
| 2014                             | Echmiadzin (Armenia)             | Medalla de plata                 | Individual                       |
| Campeonato Europeo en Sala       |                                  |                                  |                                  |
| Año                              | Lugar                            | Medalla                          | Prueba                           |
| 2008                             | Turín (Italia)                   | Medalla de oro                   | Individual                       |
| 2008                             | Turín (Italia)                   | Medalla de plata                 | Equipo                           |
| 2010                             | Poreč (Croacia)                  | Medalla de plata                 | Equipo                           |
| 2013                             | Rzeszów (Polonia)                | Medalla de oro                   | Equipo                           |
| 2017                             | Vittel (Francia)                 | Medalla de plata                 | Equipo                           |